# Splendrillia praeclara
Splendrillia praeclara is een slakkensoort uit de familie van de Drilliidae. De wetenschappelijke naam van de soort is voor het eerst geldig gepubliceerd in 1893 door Melvill.